# پادگان همدان
پادگان همدان، روستایی از توابع بخش مرکزی شهرستان همدان در استان همدان ایران است.

## جمعیت
این روستا در دهستان الوندکوه غربی قرار دارد و براساس سرشماری مرکز آمار ایران در سال ۱۳۹۵، جمعیت آن ۸۴۵ نفر (۱۵۹خانوار) بوده‌است.